# تابع نمایی

تابع نمائی

تابع نِمایی یا نموی (به انگلیسی: Exponential function)، تابعی مهم در ریاضیات است و معمولاً به‌صورت ‎{\displaystyle \exp(x)}‎ یا {\displaystyle e^{x}} نوشته می‌شود که {\displaystyle e} عدد اویلر (ثابت نپر) با مقدار تقریبیِ ۲/۷۱۸۲۸۱۸۲۸ است.
در واقع، تابع لگاریتم، عکس تابع نمایی است.
البته، این تابع را می‌توان به صورت {\displaystyle a^{x}} نیز تعریف کرد. استفاده از لگاریتم نشان می‌دهد که:
{\displaystyle \,\!\,a^{x}=(e^{\ln a})^{x}=e^{x\ln a}}
این تابع را تابع نمایی با پایهٔ {\displaystyle a} می‌خوانیم که {\displaystyle a} عددی ثابت است.
در بسیاری از علوم، وقتی از تابع نمایی صحبت می‌شود، منظور تابع {\displaystyle ka^{x}} است.
عموماً متغیر {\displaystyle x} می‌تواند هر عدد حقیقی یا مختلط باشد. به عبارت دیگر، معکوس {\displaystyle \ln(y)=x} را {\displaystyle \exp(x)=e^{x}=y} گویند.

## قرینۀ تابع نمایی
تابع {\displaystyle a^{-x}} قرینه تابع {\displaystyle a^{x}} می‌باشد.
{\displaystyle y=a^{-x}=({\frac {1}{a}})^{x}}
نکته: این دو تابع نسبت به محور {\displaystyle y}ها قرینۀ یکدیگر هستند.
تابع {\displaystyle -a^{x}} قرینه تابع {\displaystyle a^{x}} می‌باشد.
نکته: این دو تابع نسبت به محور {\displaystyle x}ها قرینۀ یکدیگر هستند.

## ویژگی‌ها
- تابع نمایی، معکوسِ تابع لگاریتم طبیعی {\displaystyle y=\ln(x)} است.
- دامنۀ آن تمام اعداد حقیقی است.
- برد آن تمام اعداد مثبت است.
- مشتق آن همواره با خودش برابر یا بزرگ‌تر و تابعی پیوسته و صعودی از {\displaystyle x} است.

نمودار تابع نمایی دو حالت کلّی دارد؛ مثلاً:
- وقتی {\displaystyle a} کوچک‌تر از 1 است، با افزایش {\displaystyle x}، مقدار {\displaystyle y} کاهش می‌یابد.
- وقتی {\displaystyle a} بزرگ‌تر از 1 است، با افزایش {\displaystyle x}، مقدار {\displaystyle y} افزایش می‌یابد.

## کاربرد
توابع نمایی در زمینه‌هایی چون اقتصاد و زیست‌شناسی کاربردهای فراوانی دارد. از این‌رو، توابع نمایی و مسائل مربوط به رشد و زوال می‌توانند برای نمایش کاربردهای ریاضی در مسائل زندگی واقعی سودمند باشند.

## کسر مسلسل تابعex{\displaystyle e^{x}}
برای تابع {\displaystyle e^{x}} می‌توان کسری را به صورت زیر معرفی کرد:
{\displaystyle e^{x}=1+{\cfrac {x}{1-{\cfrac {x}{x+2-{\cfrac {2x}{x+3-{\cfrac {3x}{x+4-\ddots }}}}}}}}}

## مثال
یک هنرمند، درخت چوبی را با استفاده از تعدادی قطعهٔ چوبِ شاخه‌مانند ساخته است. بدین‌ترتیب، روی دسته‌های شاخهٔ اصلی، شاخه‌های دیگری ساخت و این کار را تا هشت سطح ادامه داد. جدول عملکرد وی به‌صورت زیر است:
| توانِ ۲                | تعداد شاخه‌ها                                                               | سطح   |
| {\displaystyle 2^{0}} | {\displaystyle 1}                                                          | اصلی  |
| {\displaystyle 2^{1}} | {\displaystyle 2}                                                          | اوّل   |
| {\displaystyle 2^{2}} | {\displaystyle 2\times 2=4}                                                | دوم   |
| {\displaystyle 2^{3}} | {\displaystyle 2\times 2\times 2=8}                                        | سوم   |
| {\displaystyle 2^{4}} | {\displaystyle 2\times 2\times 2\times 2=16}                               | چهارم |
| {\displaystyle 2^{5}} | {\displaystyle 2\times 2\times 2\times 2\times 2=32}                       | پنجم  |
| {\displaystyle 2^{6}} | {\textstyle 2\times 2\times 2\times 2\times 2\times 2=64}                  | ششم   |
| {\displaystyle 2^{7}} | {\textstyle 2\times 2\times 2\times 2\times 2\times 2\times 2=128}         | هفتم  |
| {\displaystyle 2^{8}} | {\textstyle 2\times 2\times 2\times 2\times 2\times 2\times 2\times 2=256} | هشتم  |

رابطهٔ بین توان و تعداد شاخه‌ها برابر است با: {\displaystyle 2^{8}=256}

## نگارخانه

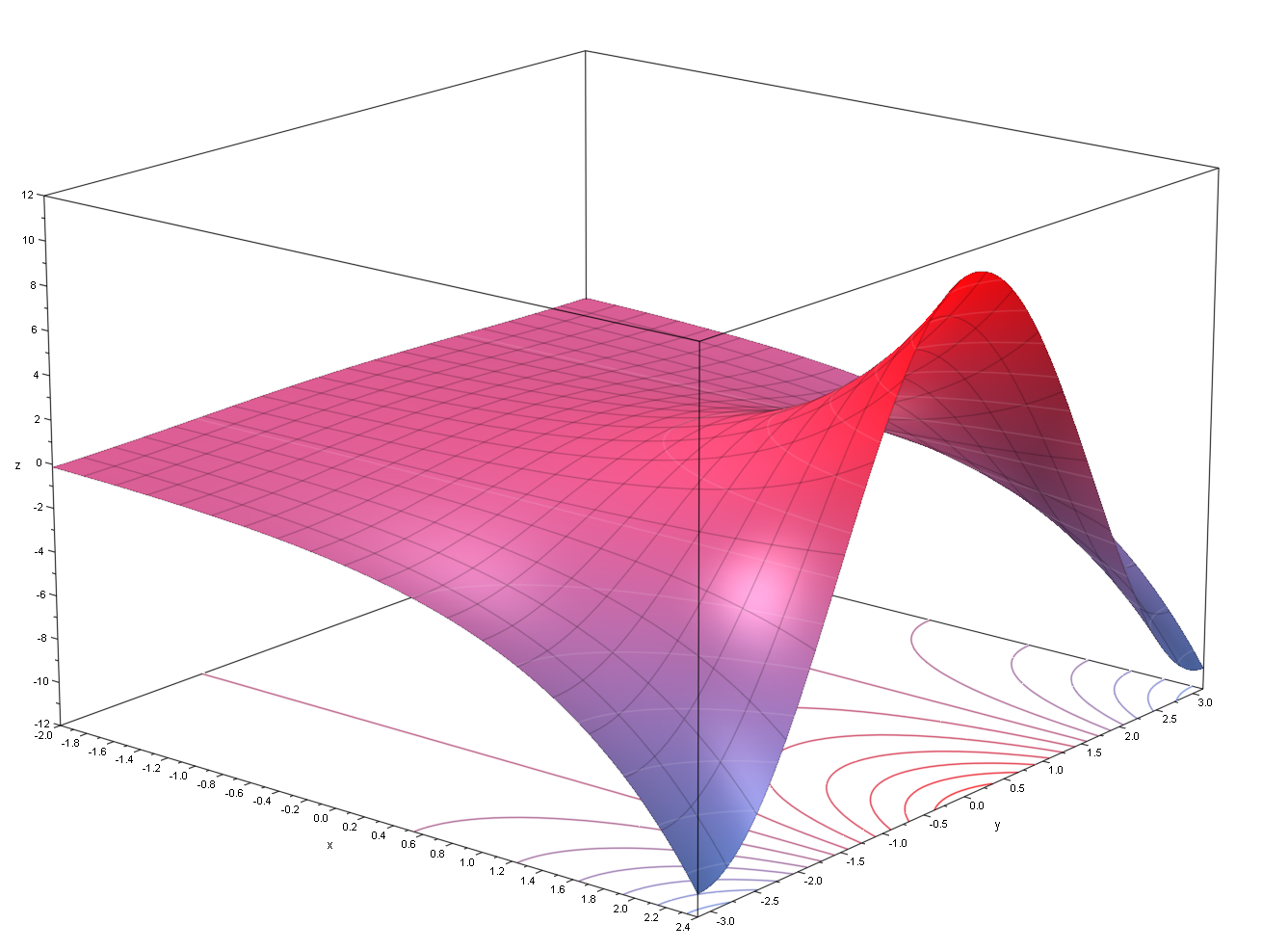
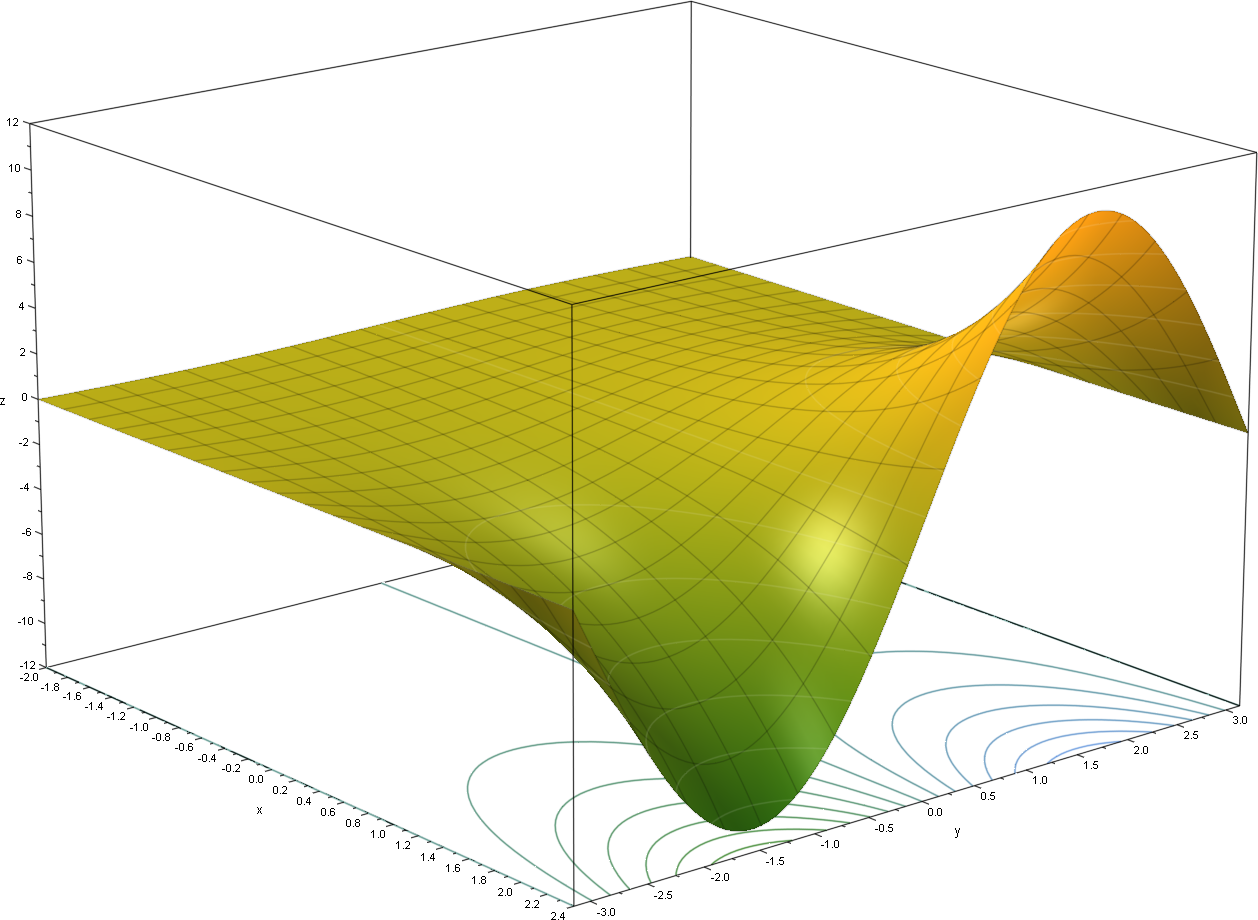
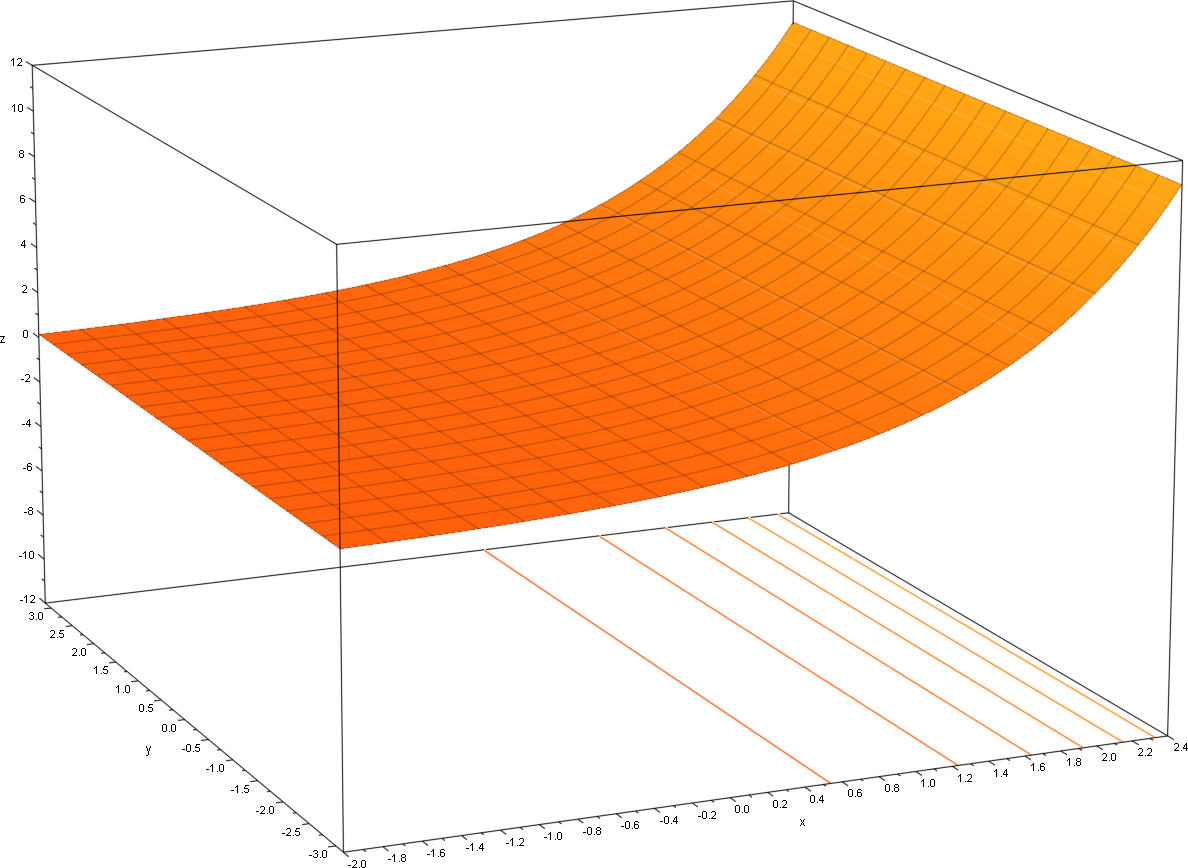